# Xerocomellus pruinatus
Xerocomellus pruinatus (Elias Magnus Fries & Christopher Theodor Hök, 1835 ex Josef Šutara, 2008), sin. Boletus pruinatus (Elias Magnus Fries & Carl Theodor Hök, 1835), Xerocomus pruinatus (Elias Magnus Fries & Carl Theodor Hök, 1835 ex Lucien Quélet, 1888), din încrengătura Basidiomycota în familia Boletaceae și de genul Xerocomellus, denumită în popor mușchi de catifea sau volant de catifea, este o specie frecventă de ciuperci comestibile care coabitează, fiind un simbiont micoriza (formează micorize pe rădăcinile de arbori). În România, Basarabia și Bucovina de Nord trăiește, de la câmpie la munte, aproape mereu în grupuri și șiruri, pe sol bogat în azot, în păduri de conifere, de foioase și în cele mixte. Preferă simbioza cu molizii, dar se leagă și cu carpeni, fagi, mesteceni, stejari sau ulmi. Specia apere de obicei destul de târziu din septembrie până în noiembrie, dar se găsește uneori deja în mai-iunie.

## Taxonomie

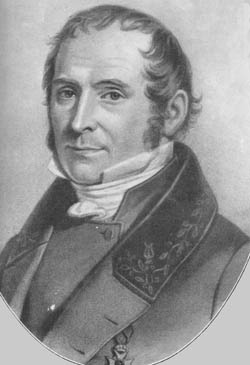
Elias M. Fries

Deja în anul 1825, ciuperca a fost descrisă de cunoscutul micolog bur (Pers. care a văzut în ea o variație a speciei Boletus subtomentosus (Boletus subtomentosus var. pascuus), de verificat în volumul 2 al lucrării sale importante Mycologia Europaea.
De aceea, numele binomial acceptat, anume Boletus pruinatus, a fost determinat de marele savant suedez Elias Magnus Fries împreună cu elevul său Carl Theodor Hök în cartea lor Boleti, Fungorum generis, illustratio din 1835, un nume care se mai apare în cărți micologice mai vechi.
Apoi, în 1888, renumitul micolog francez Lucien Quélet a transferat specia la genul Xerocomus sub păstrarea epitetului, de recitit în opera sa Flore Mycologique de la France et des Pays Limitrophes. Acest taxon a fost numele valabil până în 2008 (fiind folosit adesea și în prezent), până ce micologul ceh Šutara (n. 1943) i-a dat numele actual Xerocomellus pruinatus (2021), de verificat în volumul 60 al jurnalului Czech Mycology din 2008. după ce a creat noul gen Xerocomellus.
Denumirea Boletellus pruinatus a  micologilor austrieci Wolfgang Klofac și Irmgard Krisai-Greilhuber a fost preluată de exemplu de Rose Marie Dähncke, Heinz Engel și Meinhard Michael Moser.
Toate celelalte încercări de redenumire precum variațiile descrise (vezi infocaseta) sunt acceptate sinonim.
Epitetul specific este derivat din cuvântul latin (latină pruinosus=brumat), datorită bordurii albicioase în jurul marginii pălăriei. 

## Descriere

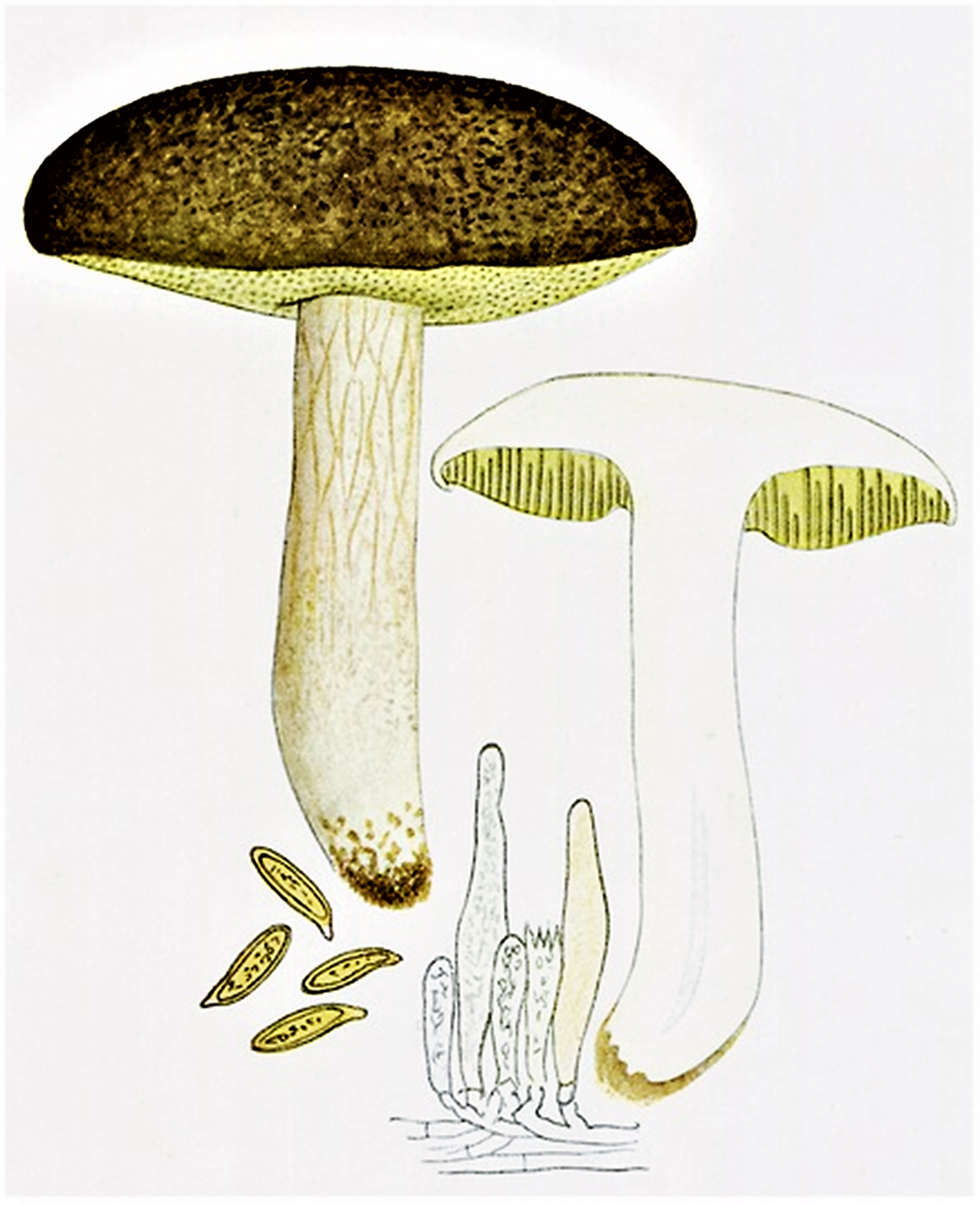
Bres.: B. subtomentosus, foarte similar

- Pălăria: are un diametru de 4-10 (14) cm, este cărnoasă și consistentă, inițial emisferică cu marginea răsfrântă în jos, apoi convexă, la bătrânețe plană, ridicată, câteodată îndoită în sus. Cuticula uscată și la umezeală lipicioasă este mată, catifelată, în tinerețe uneori încrețită, dar la bătrânețe goală și aproape fără crăpături. Ocazional, apar câteva fisuri, însă doar la exemplare foarte vechi, prea coapte. Coloritul variază, fiind la început brun închis până brun negricios, apoi poate fi deschis maroniu, brun-roșiatic, brun-măsliniu sau brun-purpuriu. Cu avansarea în vârstă, se estompează din ce în ce mai mult, prezentând uneori nuanțe de roz. Caracteristic este bordura albicioasă sau gălbui-albicioasă în jurul marginii. Scobituri pricinuite de animale devin după câteva ore roșiatice.
- Tuburile și porii: sporiferele lungi, dințat aderate la picior, sunt la exemplare tinere galben de lămâie, devenind mai târziu galben până galben-maroniu murdar. Ele sunt adesea mai late decât carnea pălăriei. Porii, de aceiași culoare cu tuburile, sunt tineri fin poroși și curați, iar spre bătrânețe se deschid clar, devenind poligonali cu o dimensiune de până la 1 mm. Nici tuburile, nici porii albăstresc după o leziune, dar porii se decolorează uneori brun-ruginiu după apăsare.
- Piciorul: ferm, numai slab fibros și plin pe dinăuntru cu o înălțime de 4-9 (12) cm și o lățime de 1,5-3,5 cm, este în tinerețe bulbos, devenind la maturitate cilindric cu baza adesea subțiată. Suprafața mată și uscată este gălbuie până galben lucioasă, fiind ornamentată din ce în ce mai puternic cu striuri roșiatice longitudinale. În vârstă poate capătă un aspect deplin roșiatic. La bază prezintă un fetru miceliar albicios până palid gălbui. Nu poartă un inel.
- Carnea:  fermă, numai puțin atacată de nematode, este în tinerețe marmorată și galbenă, spre bază adesea cu nuanțe maronii, decolorându-se cu timpul aproape albicios, cu un strat forte subțire roșu între cuticulă și carne. Nu schimbă culoarea după tăiere. Mirosul este slab de ciuperci și gustul blând cu o tentă plăcută amăruie.[4][5]
- Caracteristici microscopice: sporii ocru-gălbui, bontit-fusiformi cu o teșitură bine vizibilă în partea superioară a apicolului, cu 1-2 picături mari uleioase în centru și pereții destul de groși (până la 0,5 µm), sunt neamilozi (nu se decolorează cu reactivi de iod) și fără reacții într-o soluție apoasă de KOH, măsurând 9-17 x 3,8-6,2 microni. Dungile longitudinale de pe suprafață sunt doar vizibile sub un microscopul electronic de scanare. Pulberea lor este verzui-măslinie. Basidiile cu preponderent 4 sterigme fiecare au o dimensiune de 28-47 x 9,3-15 x 3-6 microni. Cheilocistidele (elemente sterile situate pe muchia lamelor) rare de 50-100 x 10-16 sunt bontit-fusiforme. Prezintă și pleurocistide (elemente sterile situate în himenul de pe fețele lamelor) cu același aspect, mari de 50-100 x 10-16 microni. Pileocistidele (elemente sterile de pe suprafața pălăriei) sunt foarte diferite cu o dimensiune posibilă de (7,9) 25,4 ± 8,77 (69,8) × (3,6) 11,2 ± 4,78 (47,5) microni. Astfel hifele terminale au o formă cilindrică până sferică. Ocazional, o celulă finală, subțire și de formă cilindrică, se află deasupra unei celule sferice mult mai largi. Uneori 2-3 astfel de celule formează lanțuri scurte cu un diametru mărit.[13][14]
- Reacții chimice: nu sunt cunoscute.[15]

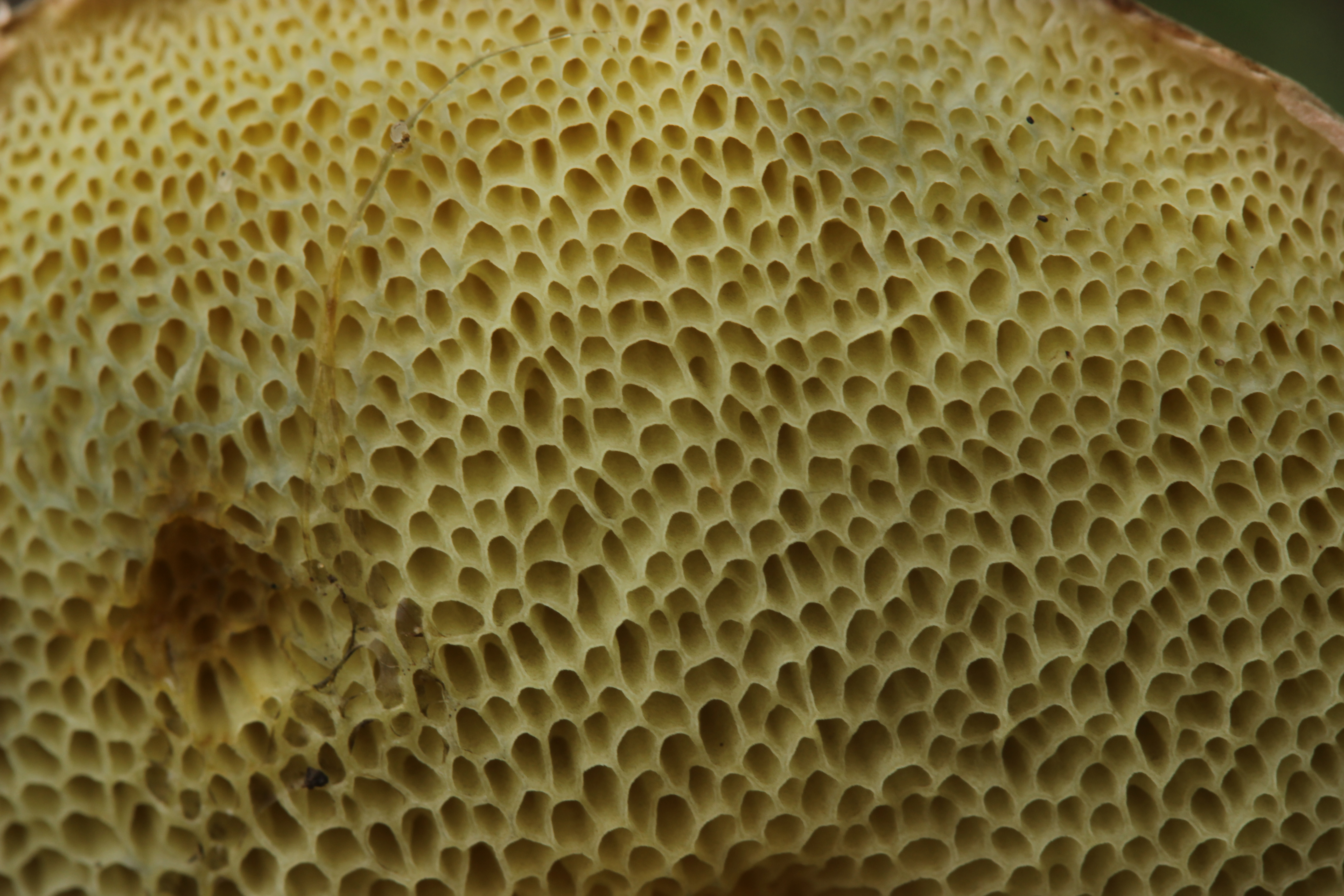
X. pruinatus, porii din apropiere
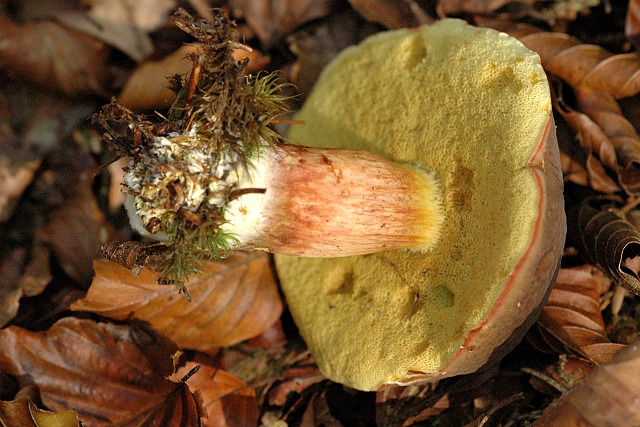
X. pruinatus, aici se vede subcuticula roșie
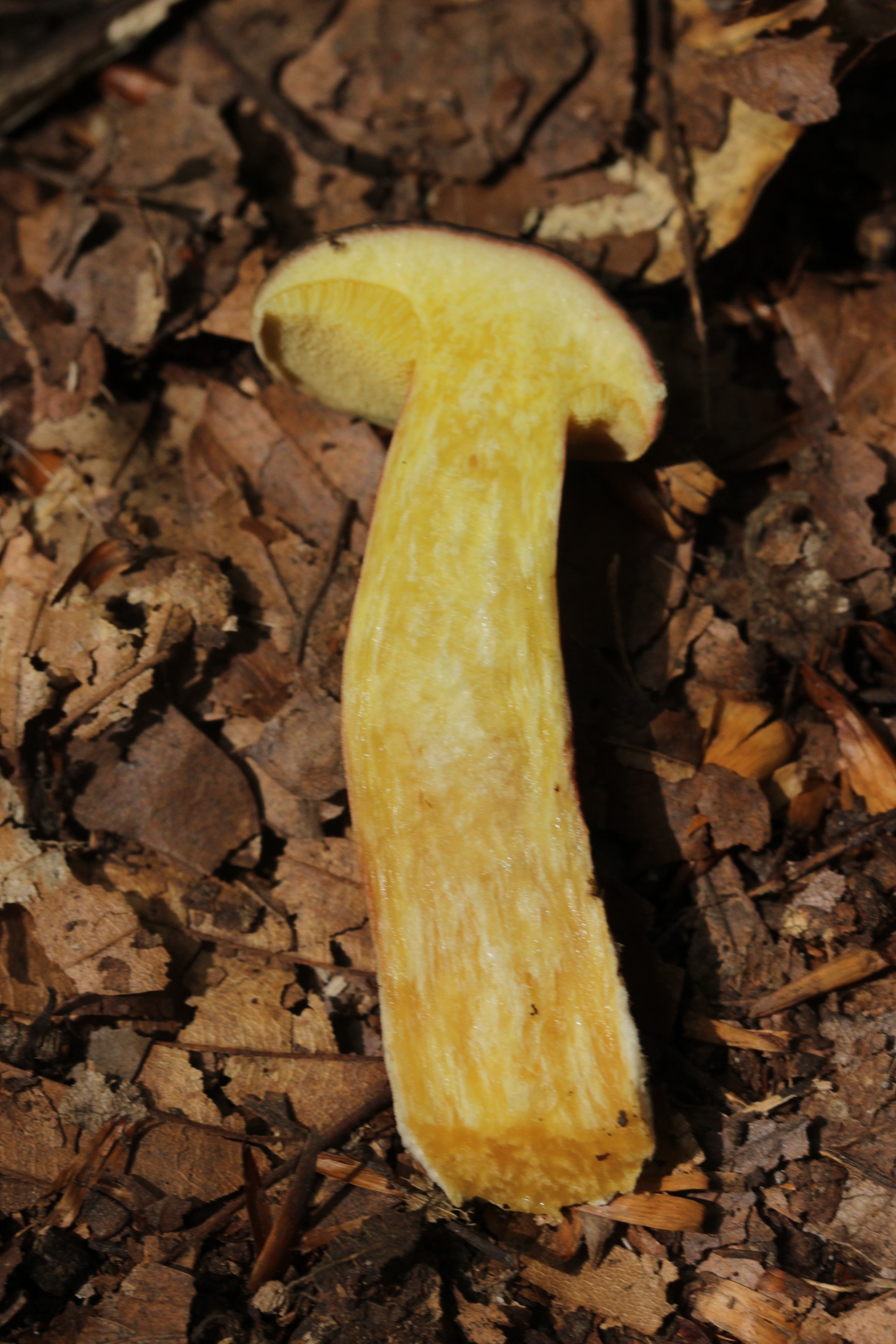
X. pruinatus tânăr: secțiune longitudinală
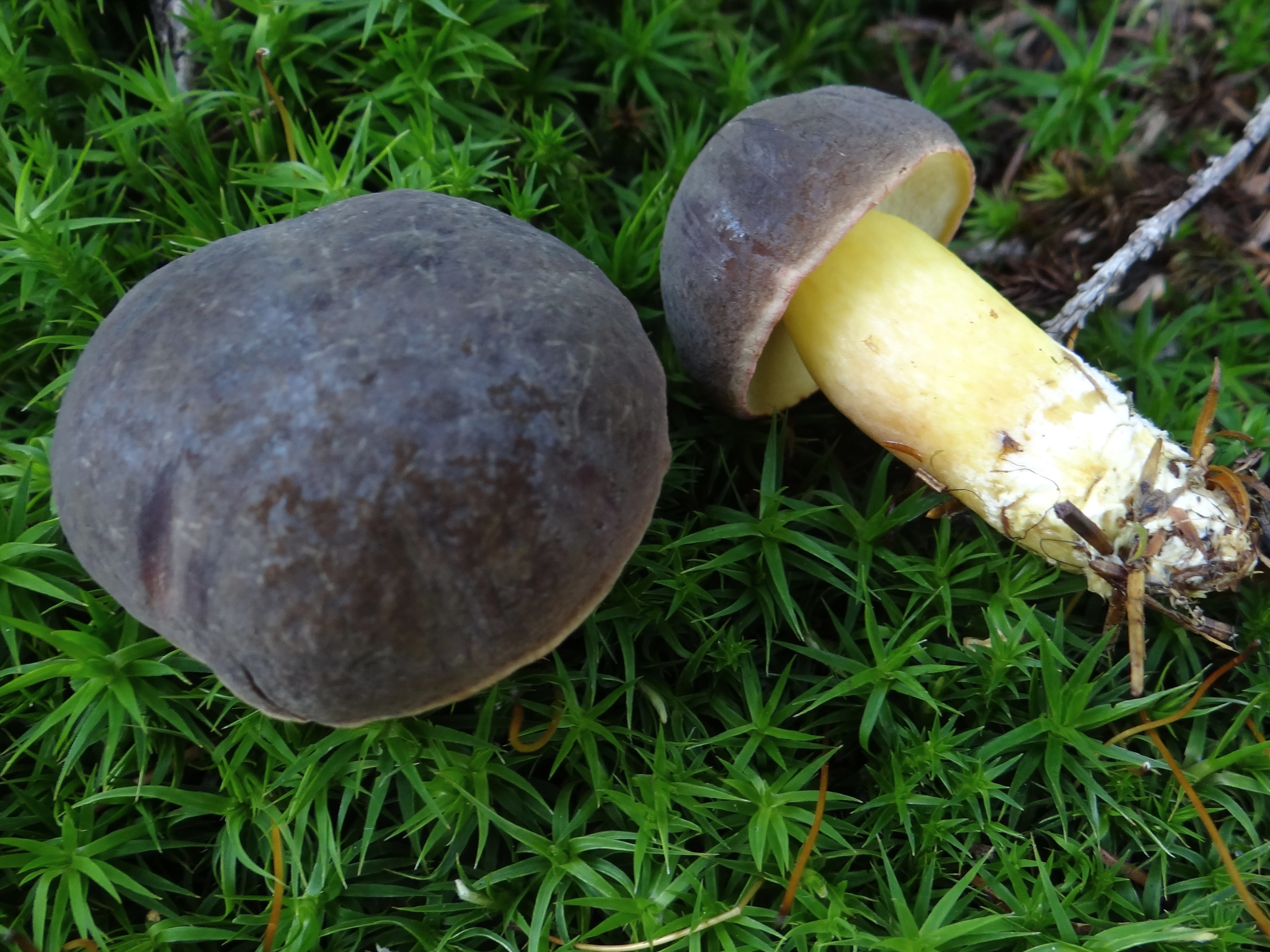
X. pruinatus tineri
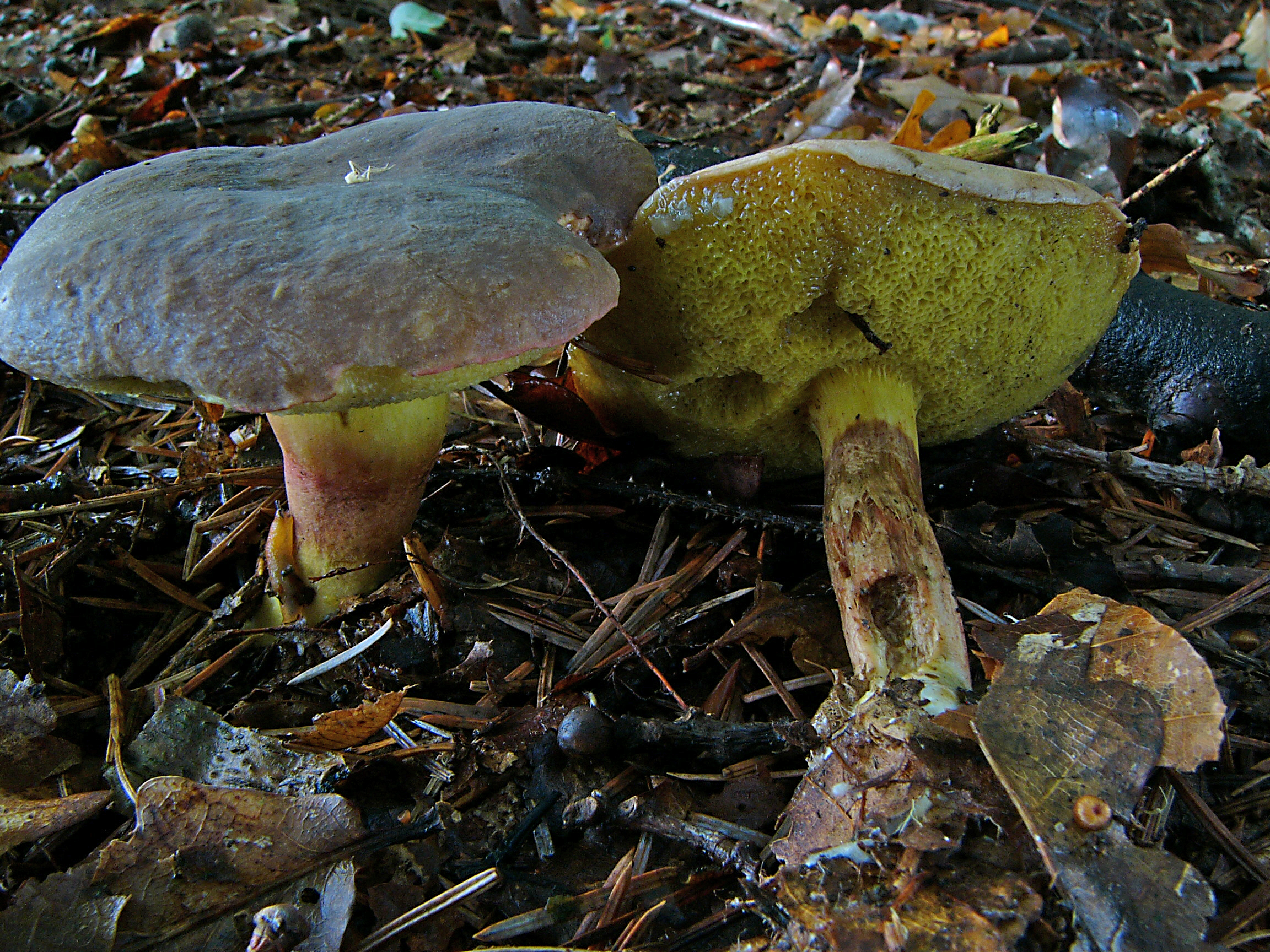
X. pruinatus mai bătrâni
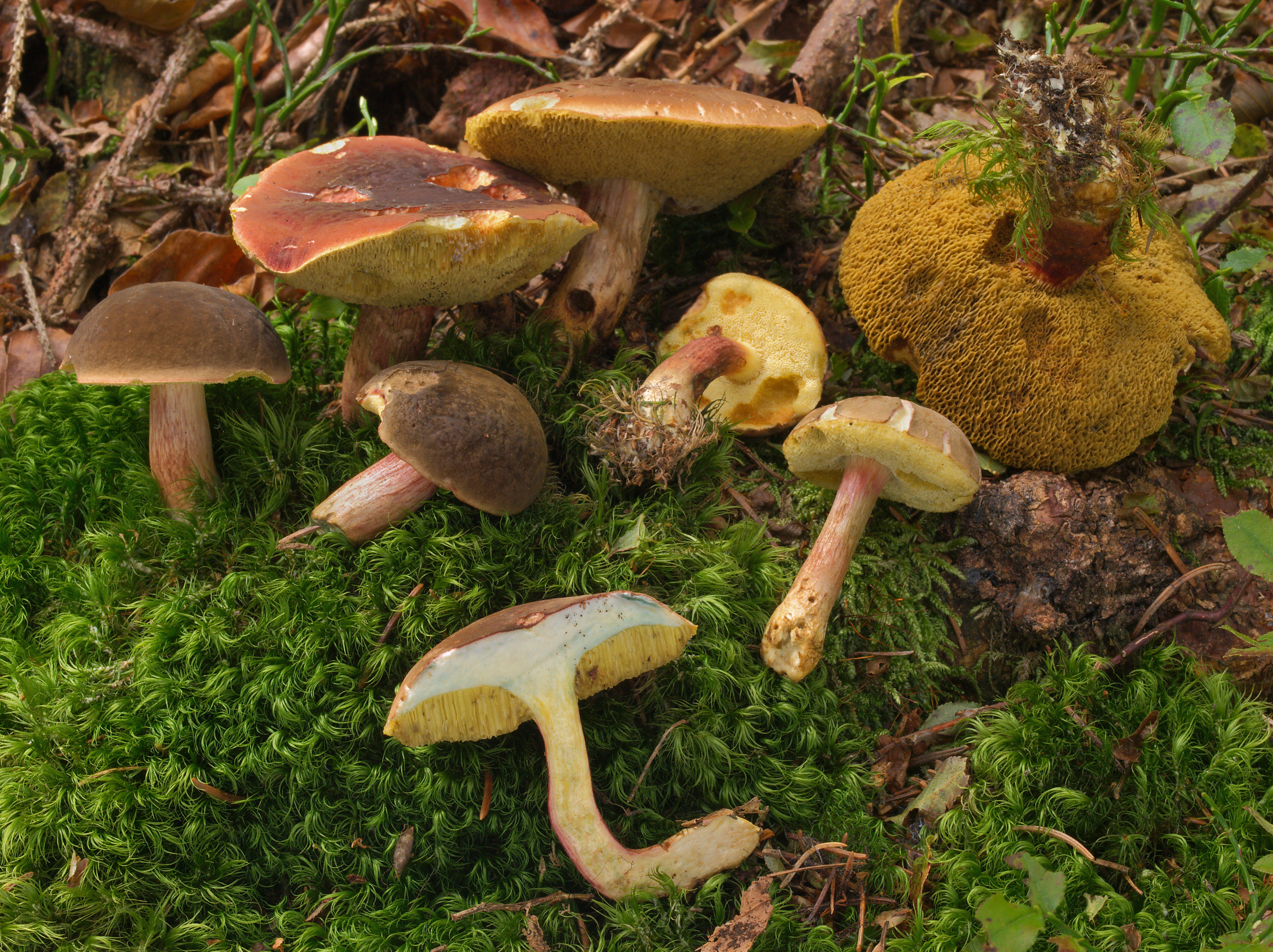
X. pruinatus diferite stadii în evoluție

## Confuzii
Buretele poate fi confundat numai cu alte specii comestibile, în primul rând cu Boletus subtomentosus sin. Xerocomus subtomentosus sau cu Xerocomellus chrysenteron sin. Boletus chrysenteron atât timp cât nu este crăpat, dar, de asemenea și cu: Aureoboletus moravicus sin. Xerocomus moravicus, Boletus badius sin. Imleria badia, Boletus ferrugineus sin. Xerocomus ferrugineus, Boletus subtomentosus, Buchwaldoboletus lignicola sin. Pulveroboletus lignicola, Chalciporus piperatus, sin. Boletus piperatus, Gyrodon lividus, Gyroporus castaneus, Leccinellum crocipodium sin. Leccinum crocipodium (comestibil), Pseudoboletus parasiticus, Suillus bovinus, Suillus cavipes, Suillus granulatus, Xerocomellus chrysenteron sin. Boletus chrysenteron, Xerocomellus porosporus sin. Boletus porosporus, Xerocomus porosporus (comestibil), Xerocomellus ripariellus Xerocomellus rubellus sau Xerocomellus zelleri sin. Boletus zelleri

## Specii asemănătoare

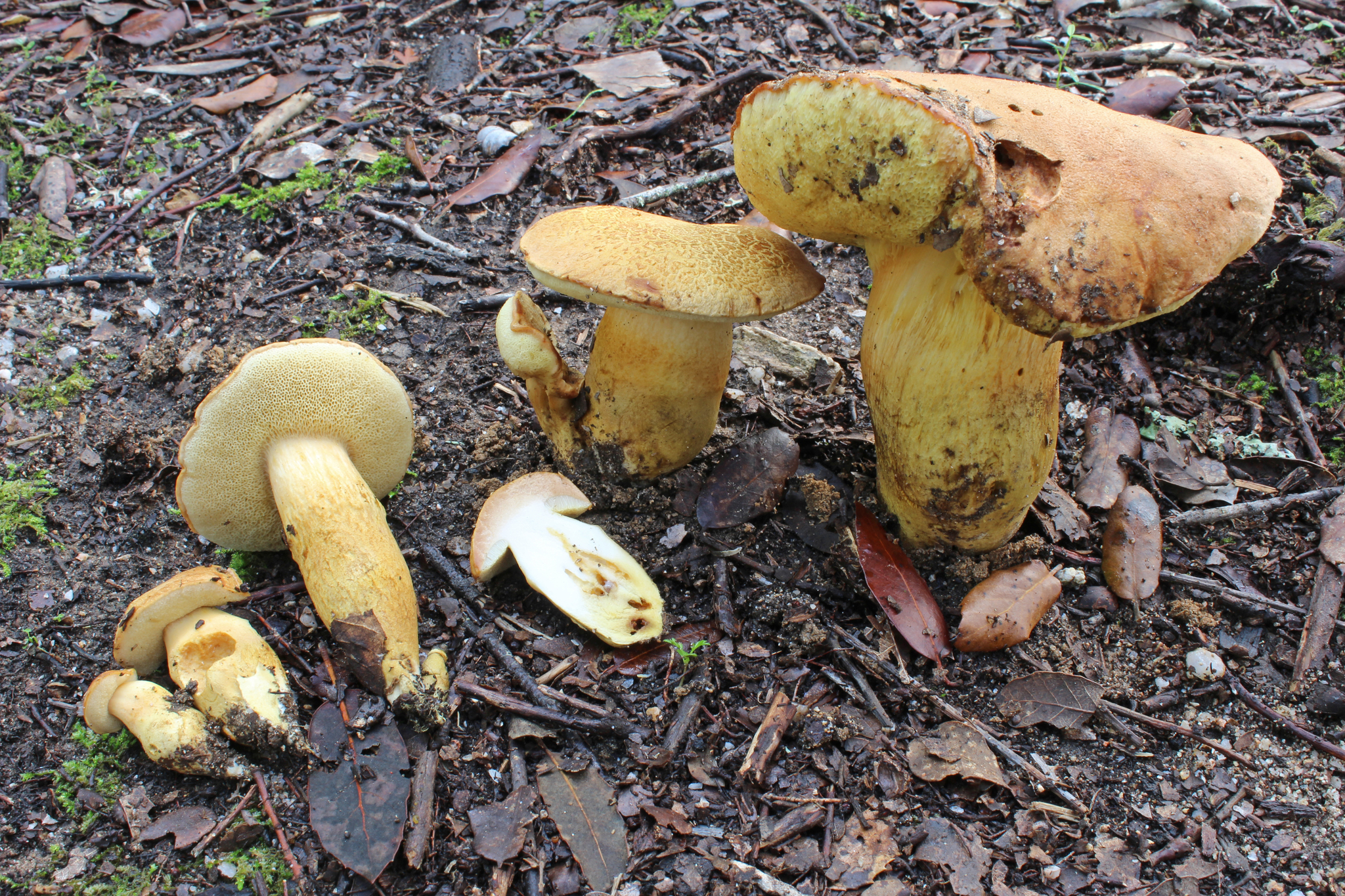
Aureoboletus moravicus sin. Xerocomus moravicus
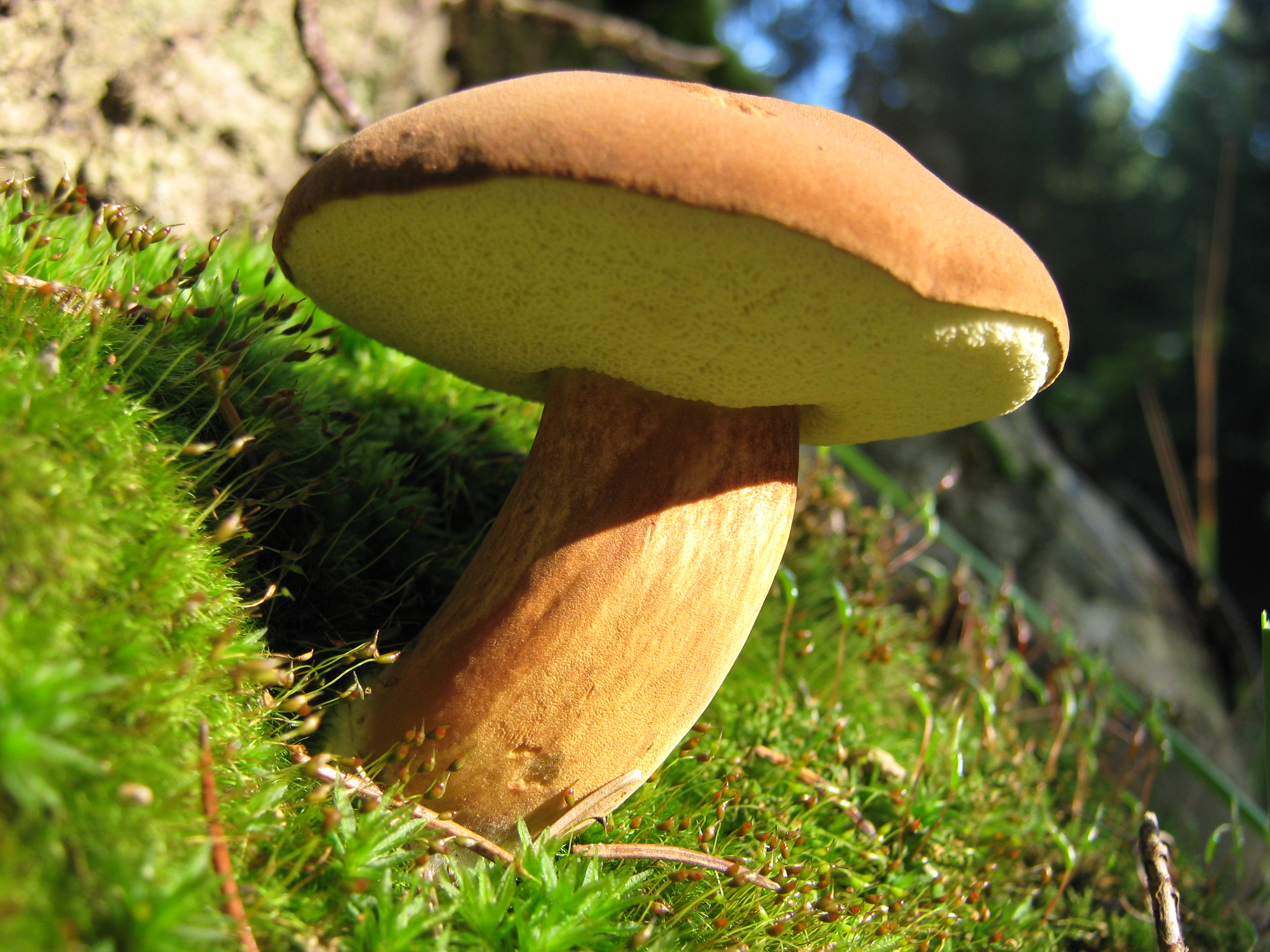
Boletus badius
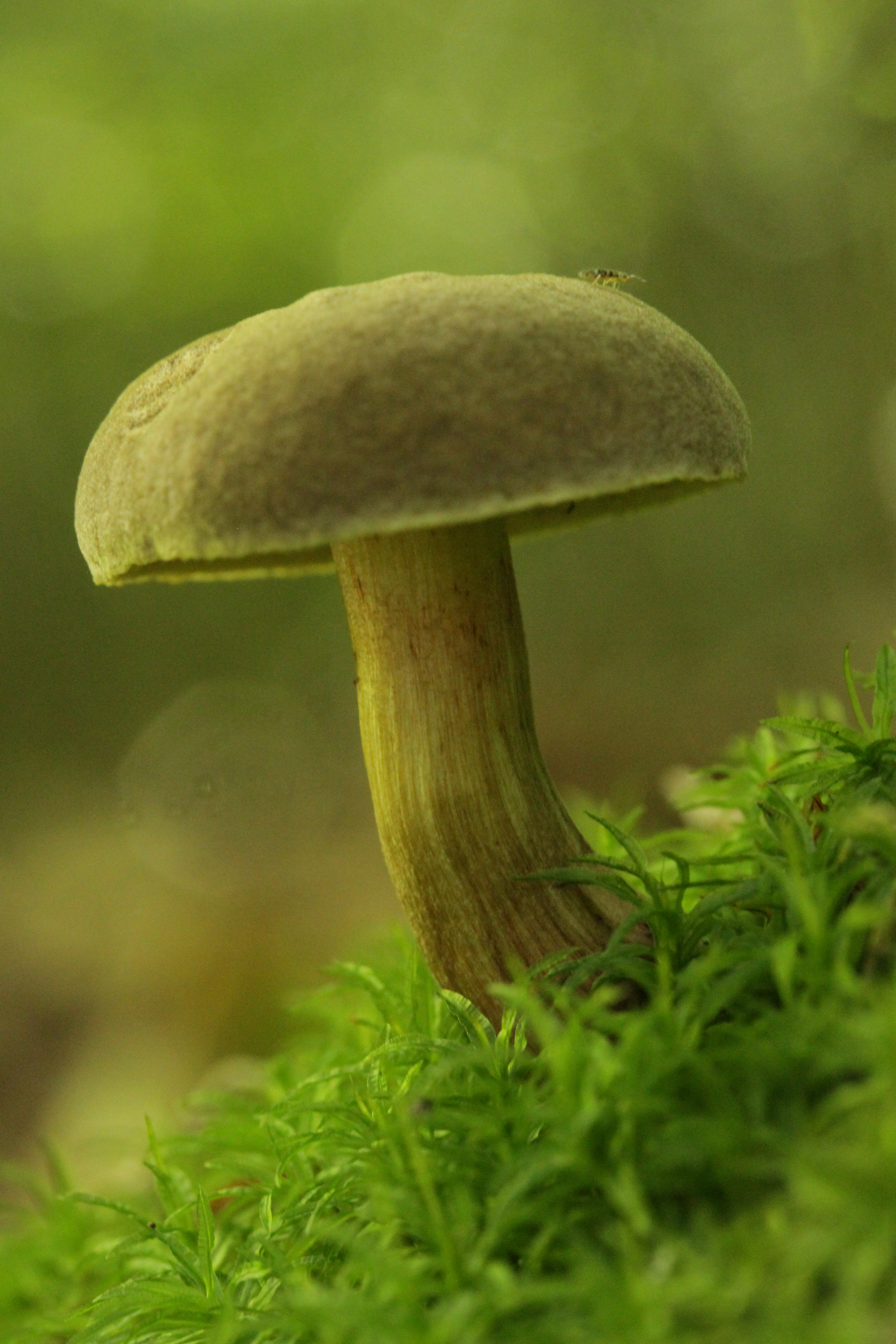
Boletus cavipes
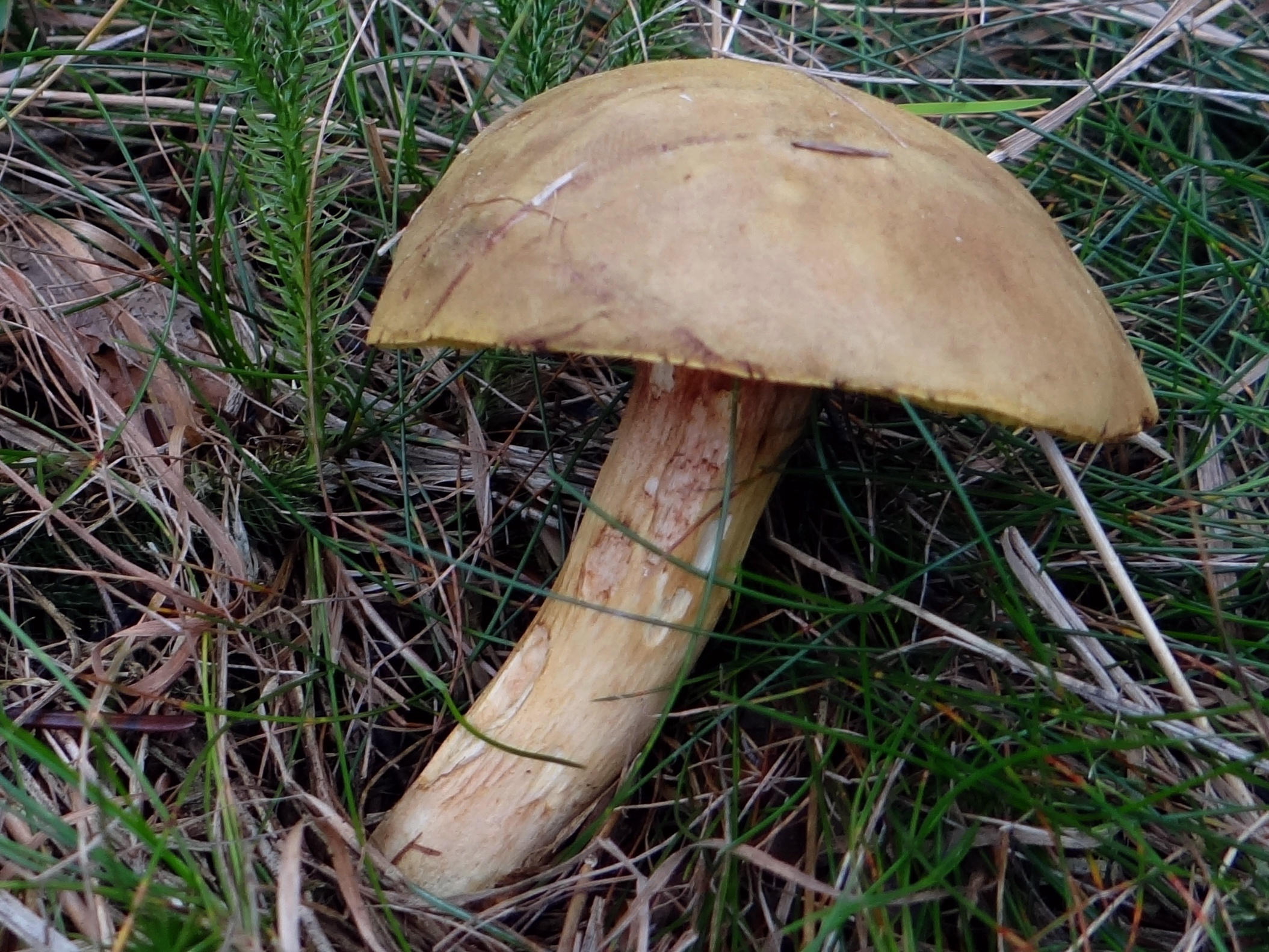
Boletus ferrugineus
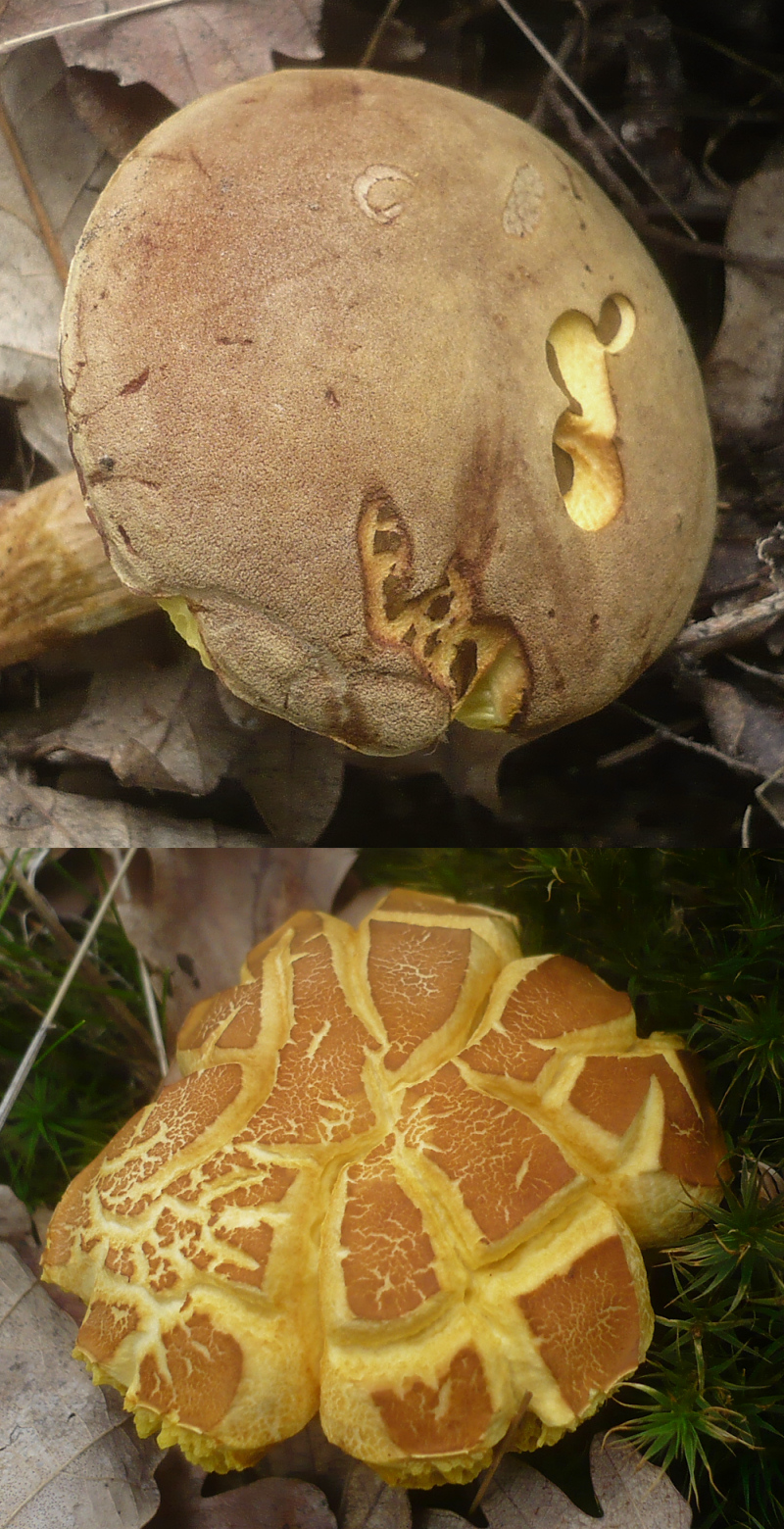
Boletus subtomentosus
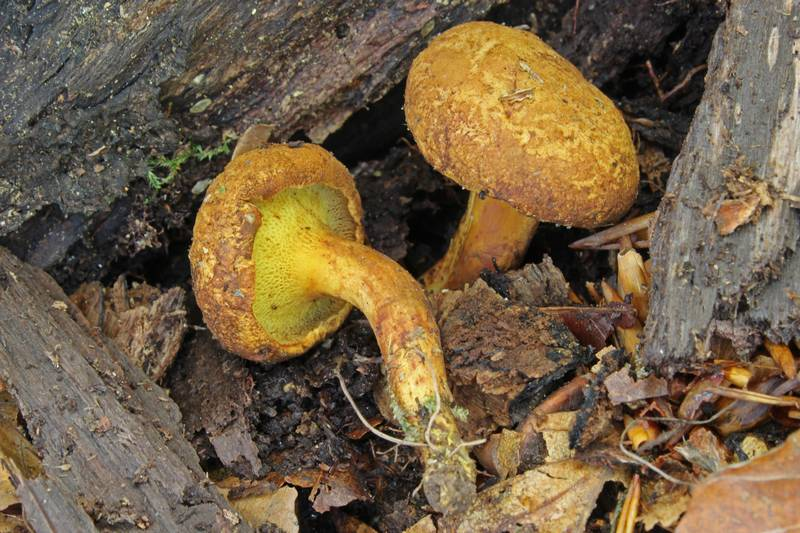
Buchwaldoboletus lignicola

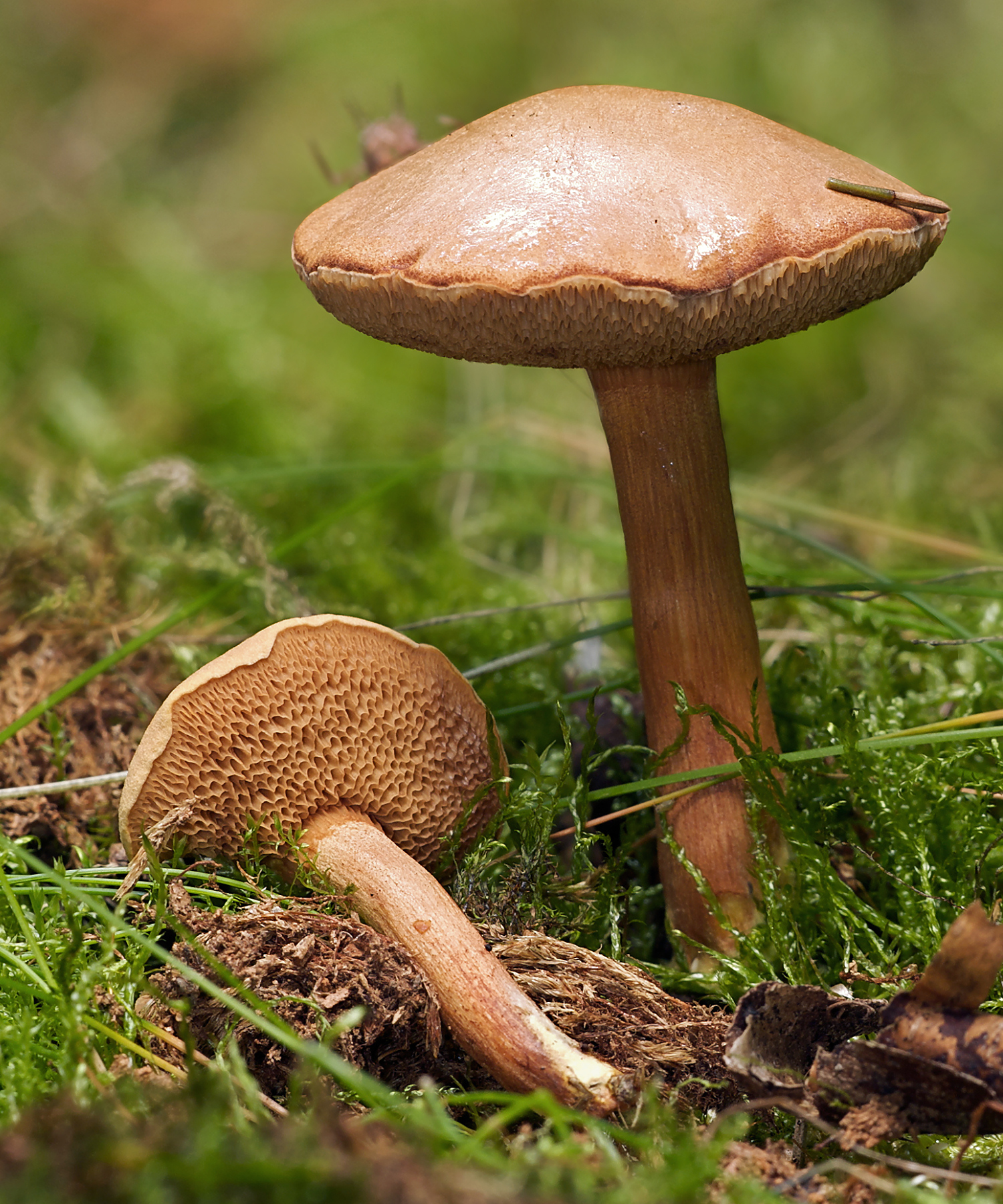
Chalciporus piperatus
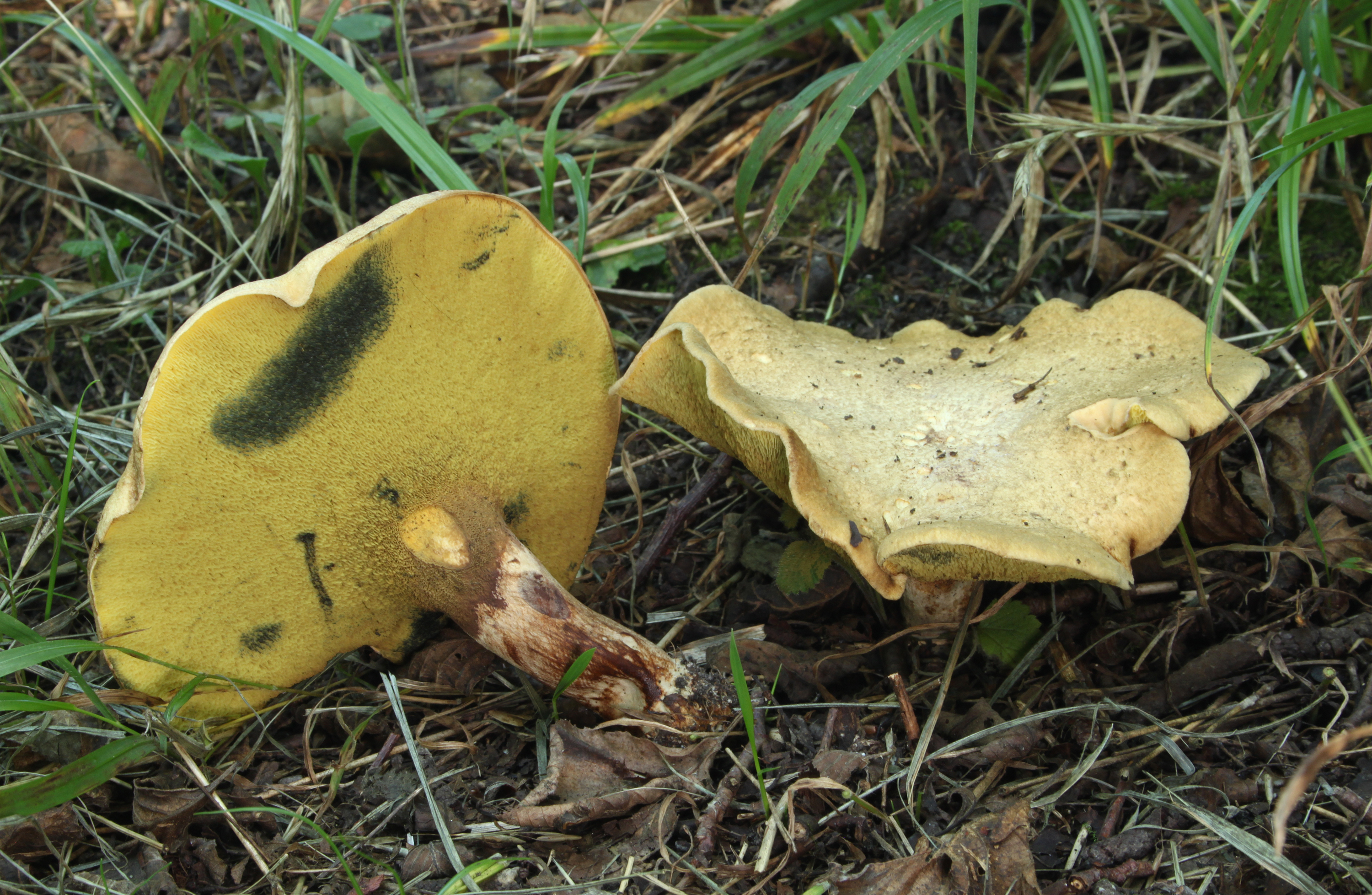
Gyrodon lividus
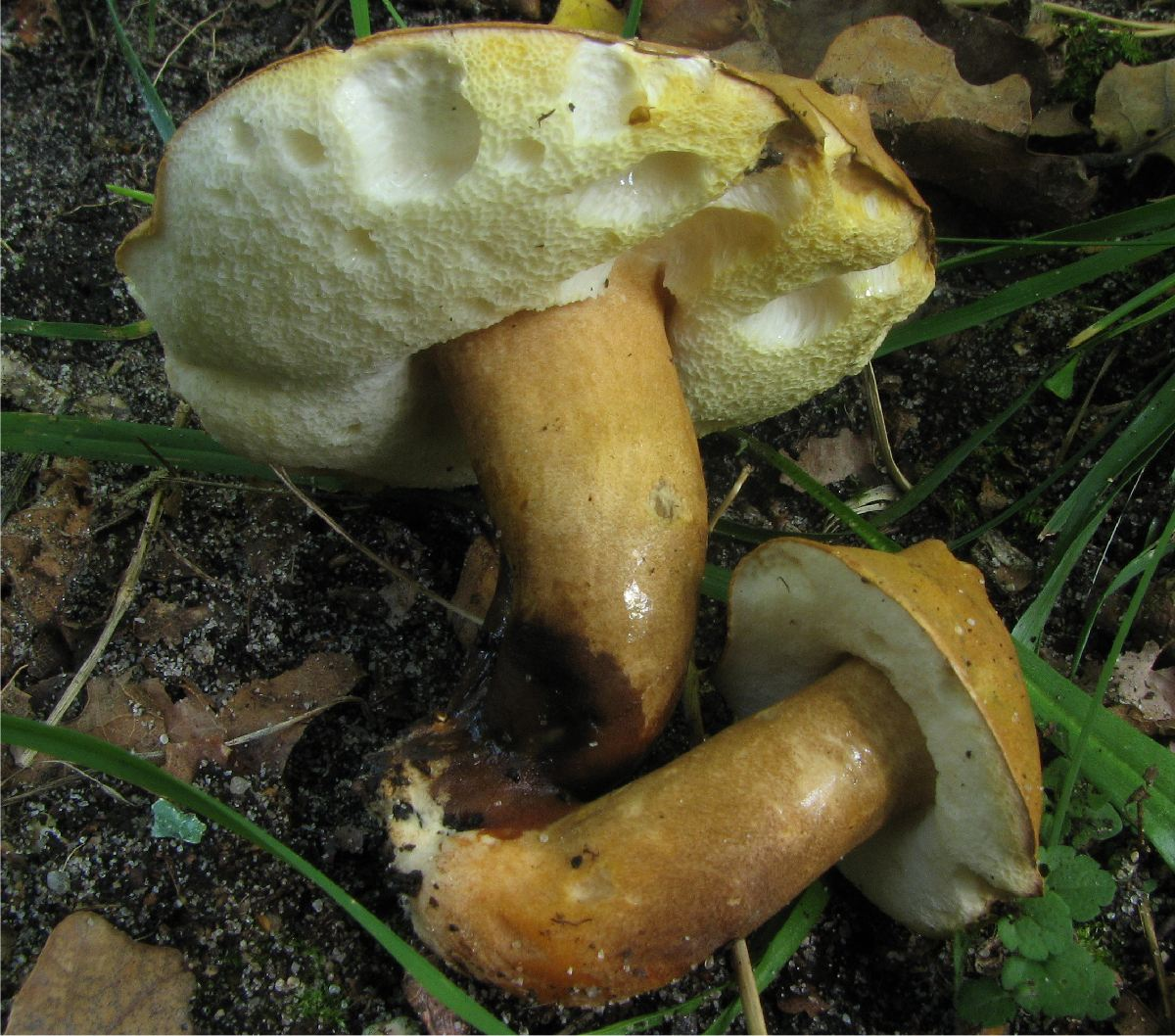
Gyroporus castaneus
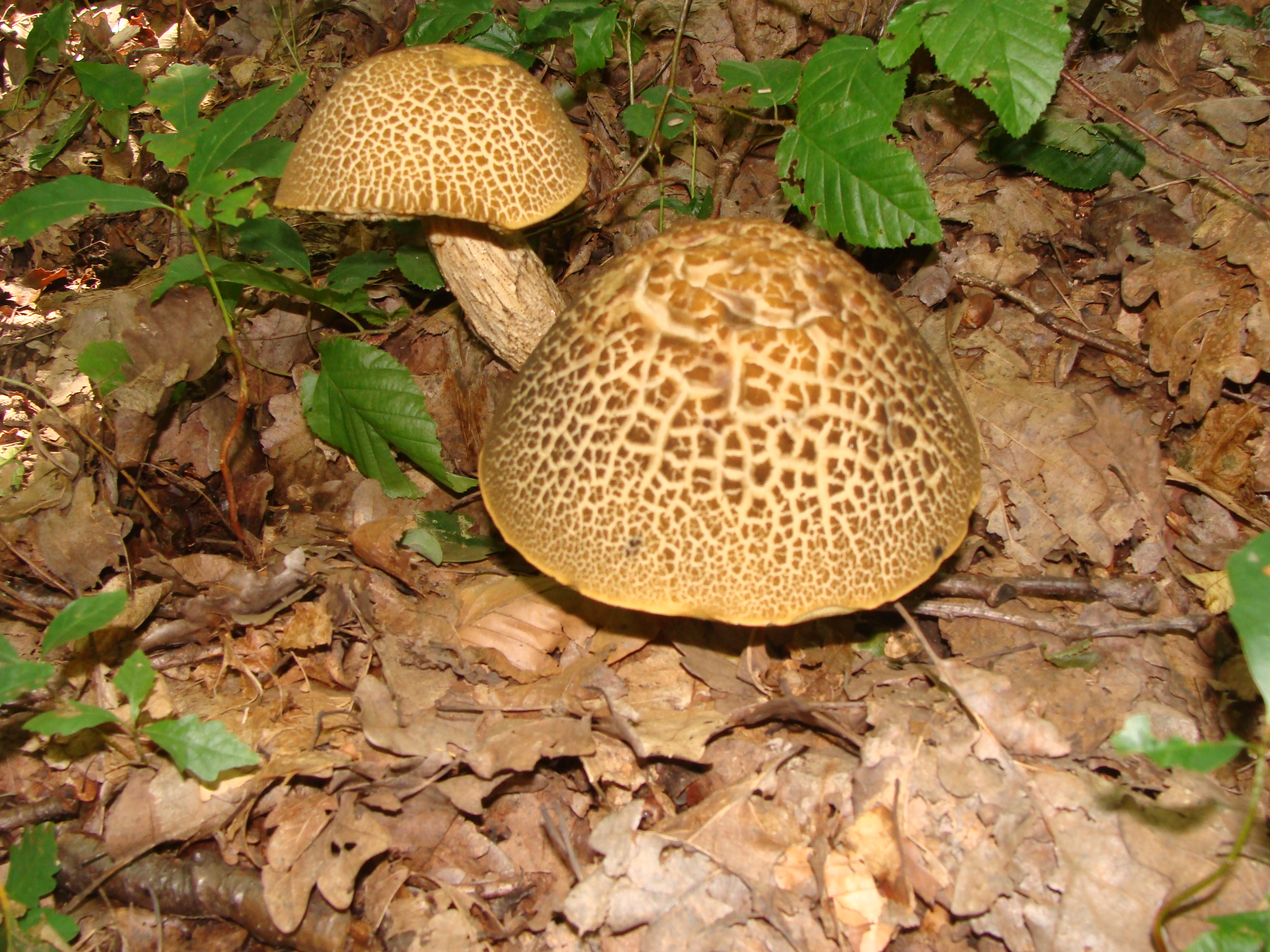
Leccinum crocipodium
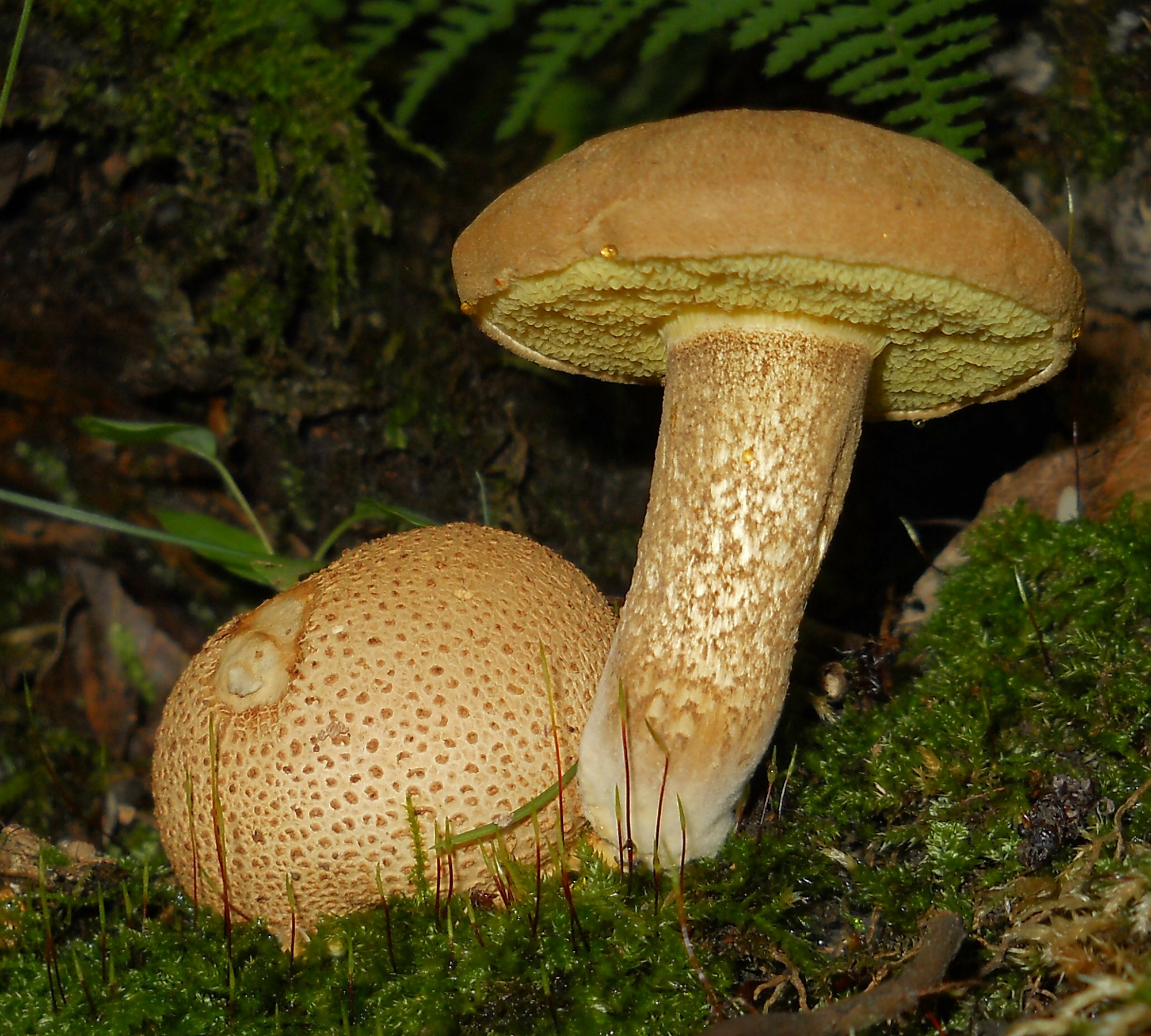
Pseudoboletus parasiticus
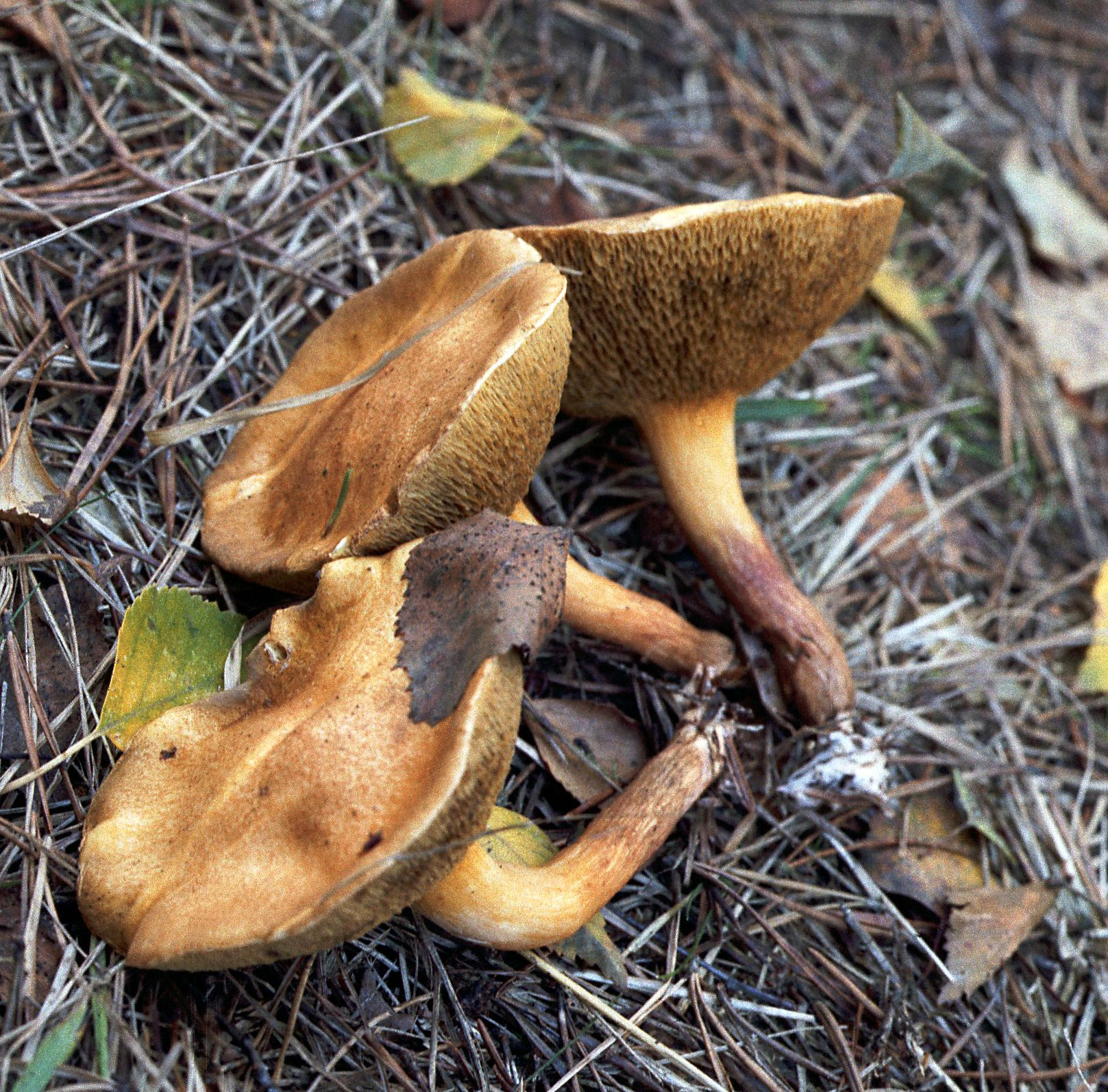
Suillus bovinus

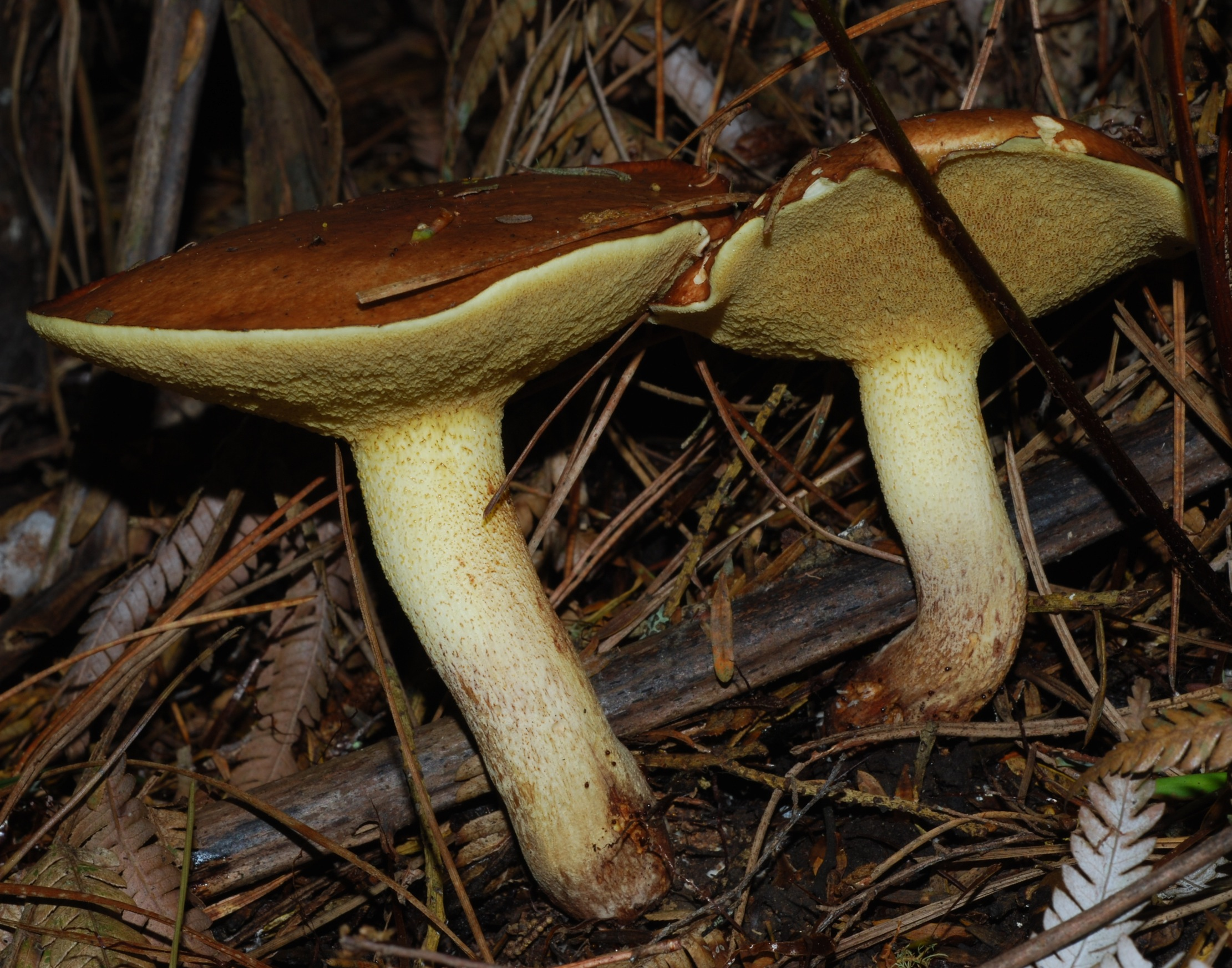
Suillus granulatus
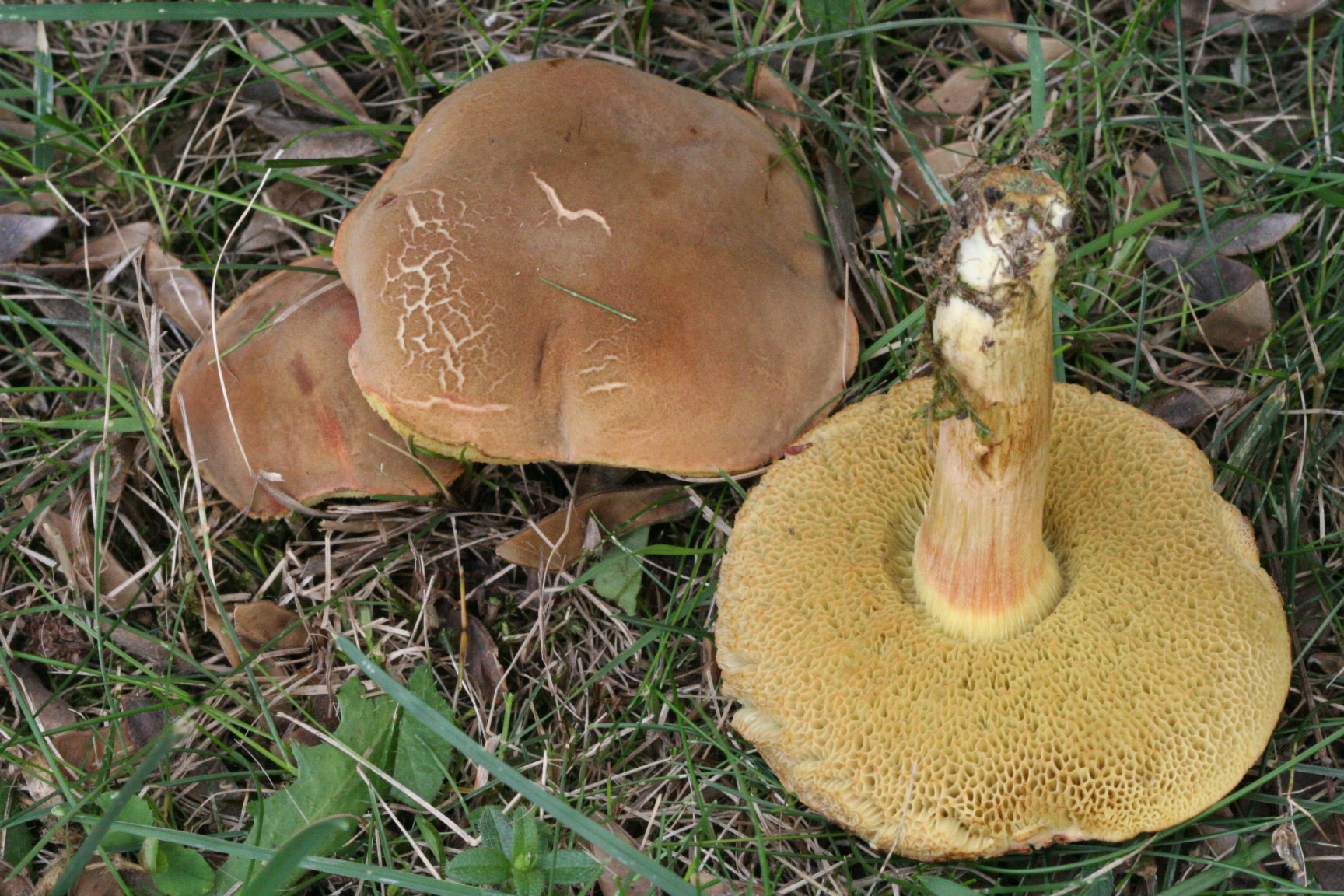
Xerocomellus chrysenteron
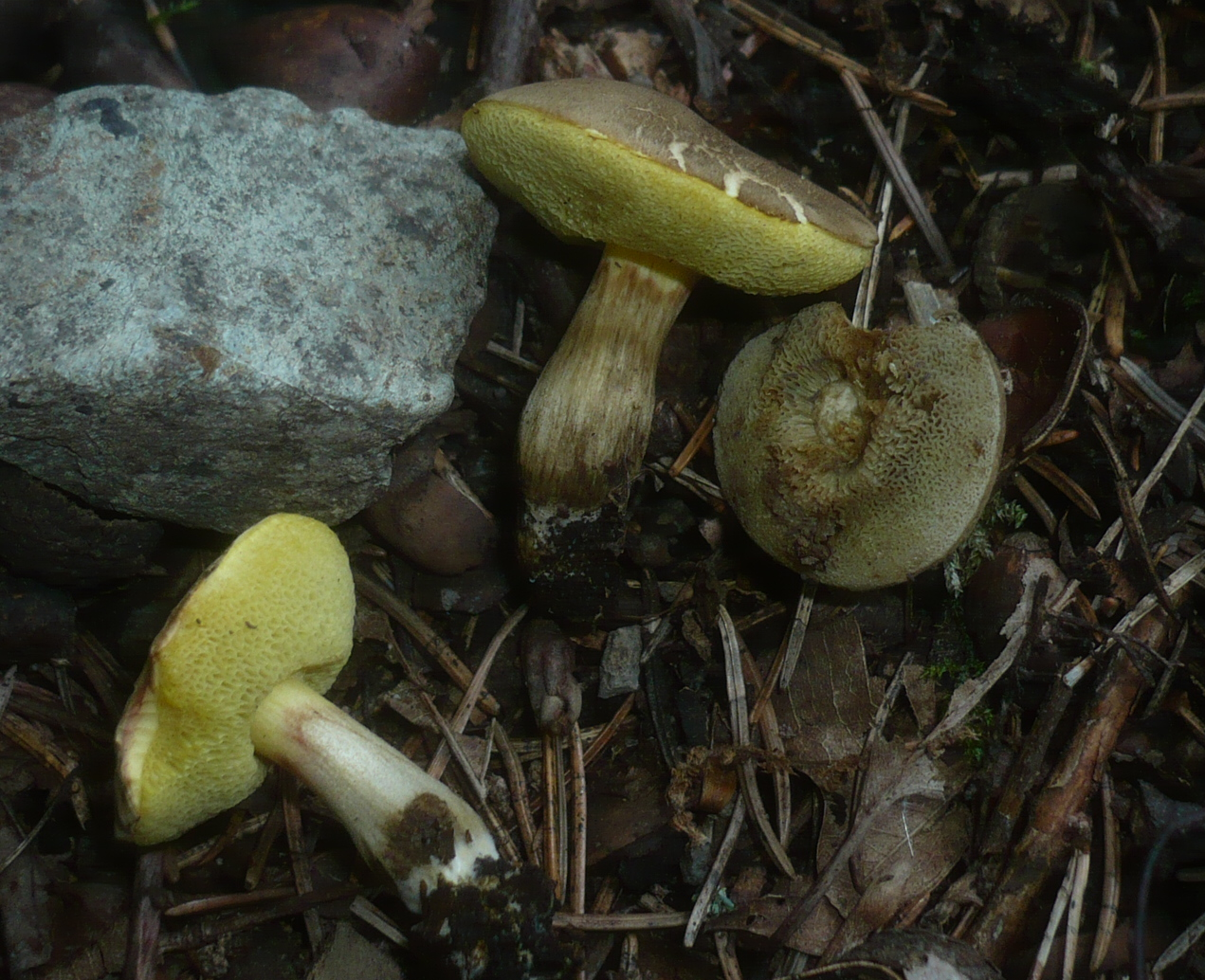
Xerocomellus porosporus
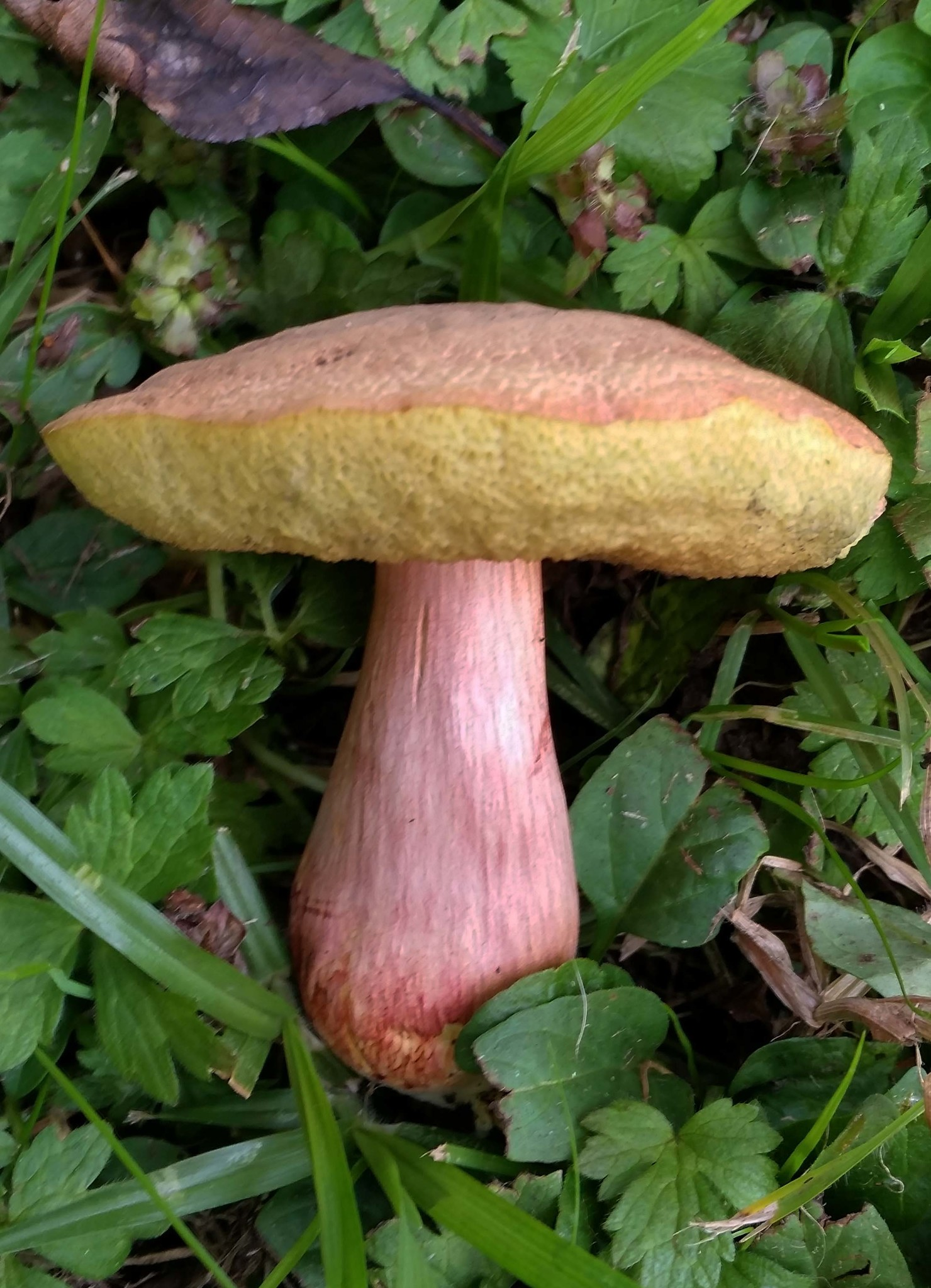
Xerocomellus ripariellus
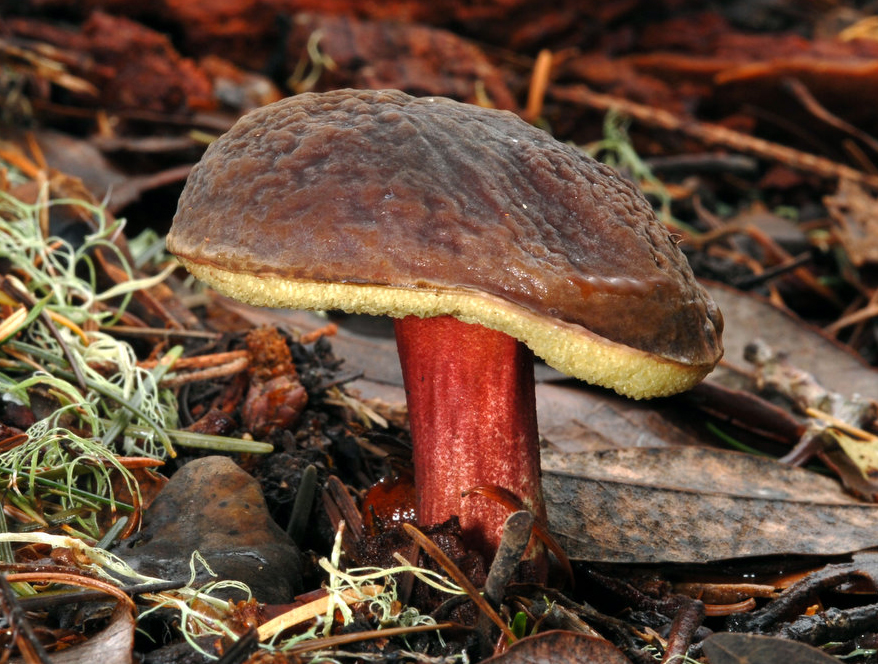
Xerocomellus zelleri
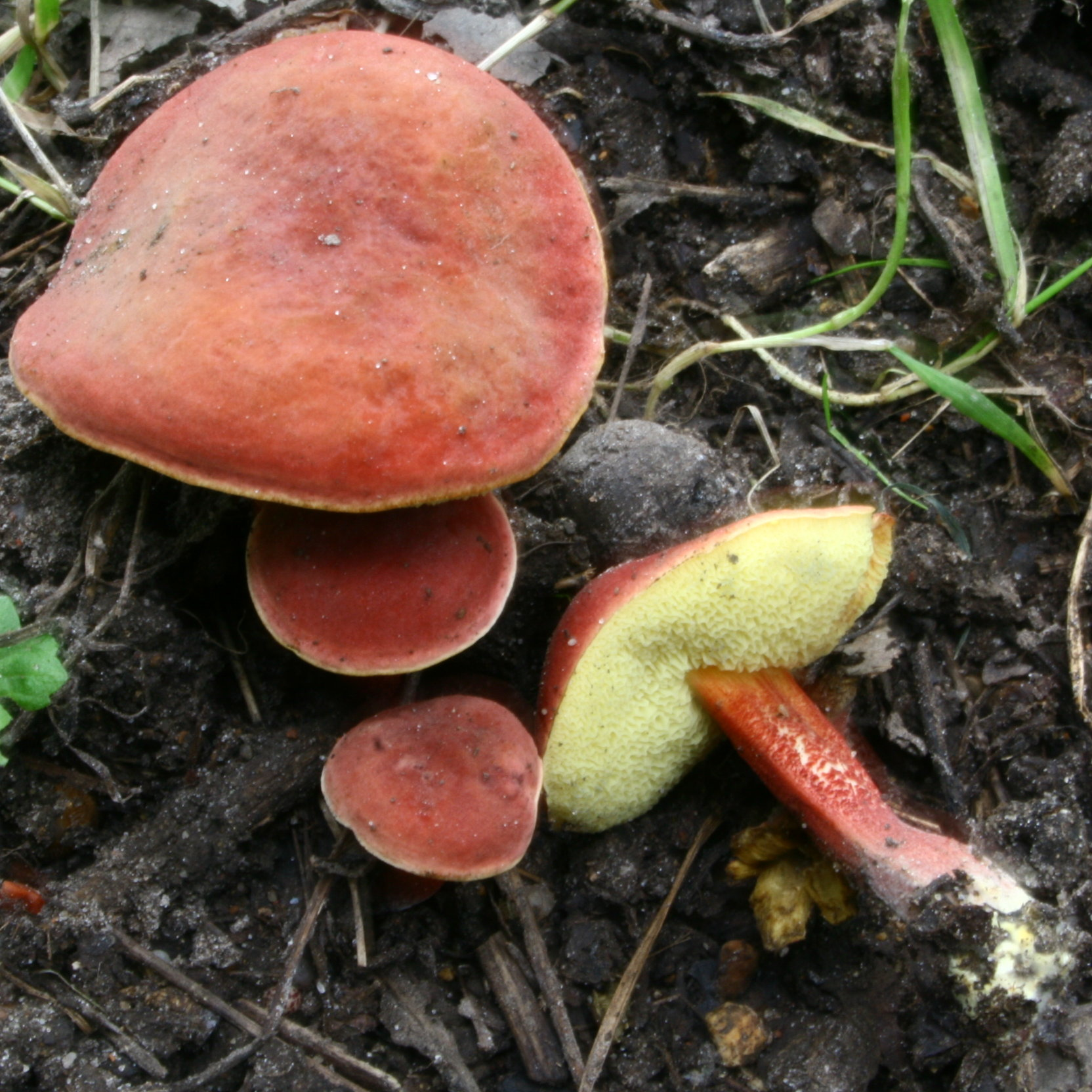
Xerocomus rubellus

## Valorificare
Acest burete este de calitate bună. Deși ceva mai mic, el poate fi pregătit în bucătărie ca hribul murg. Se potrivește ca mâncare independentă precum ca adăugare la alte ciuperci savuroase. La exemplare mai bătrâne se îndepărtează porii precum piciorul. De menționat este că  Xerocomellus pruinatus este numai puțin atacat de nematode.
Specia este deseori năpădită de mucegaiul Hypomyces chrysospermus ci în plus de cel numit Apiocrea chrysosperma, la fel ca și Xerocomellus chrysenteron.

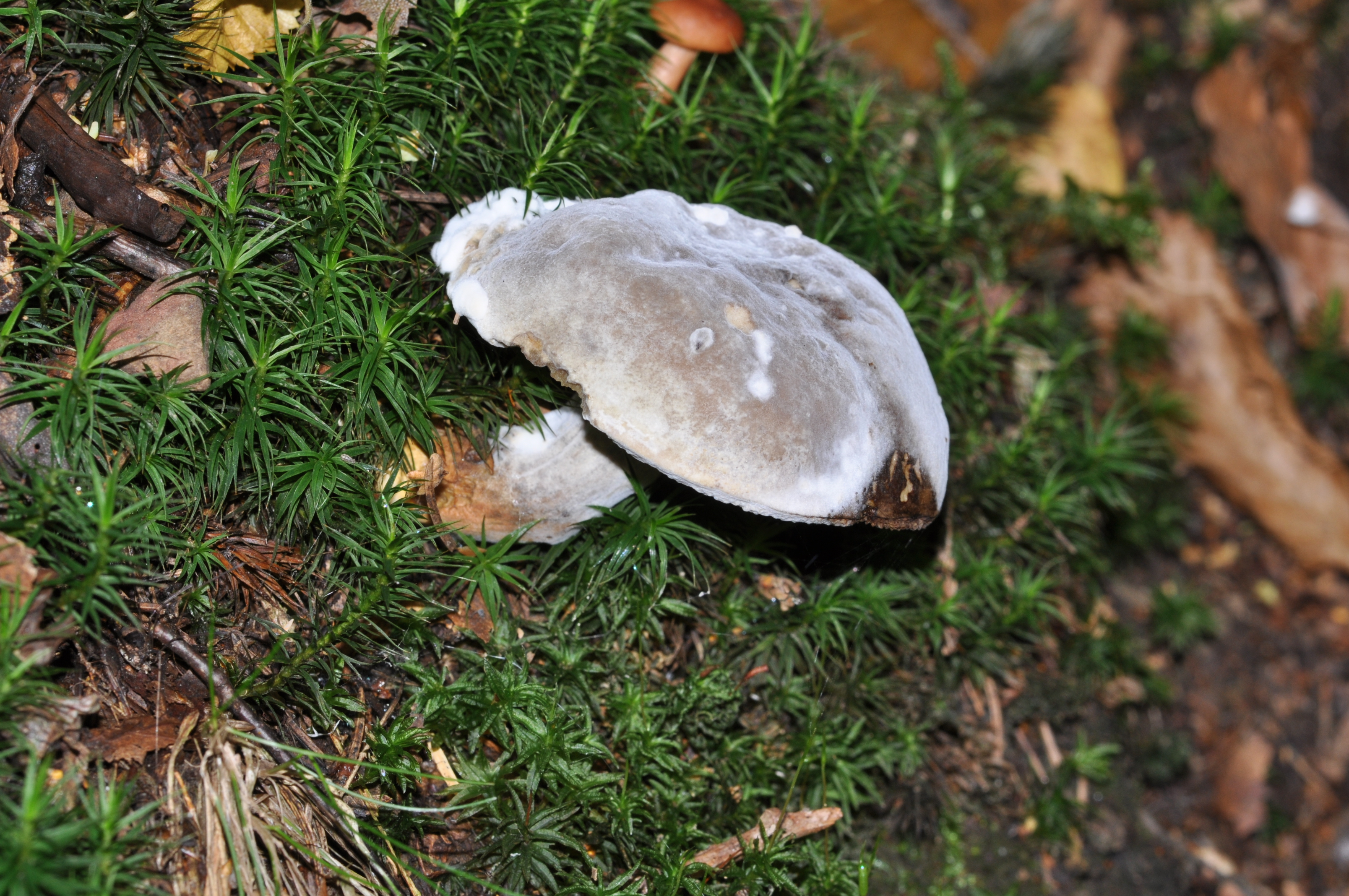
O specie infectată cu Hypomyces chrysospermus